# Gusii

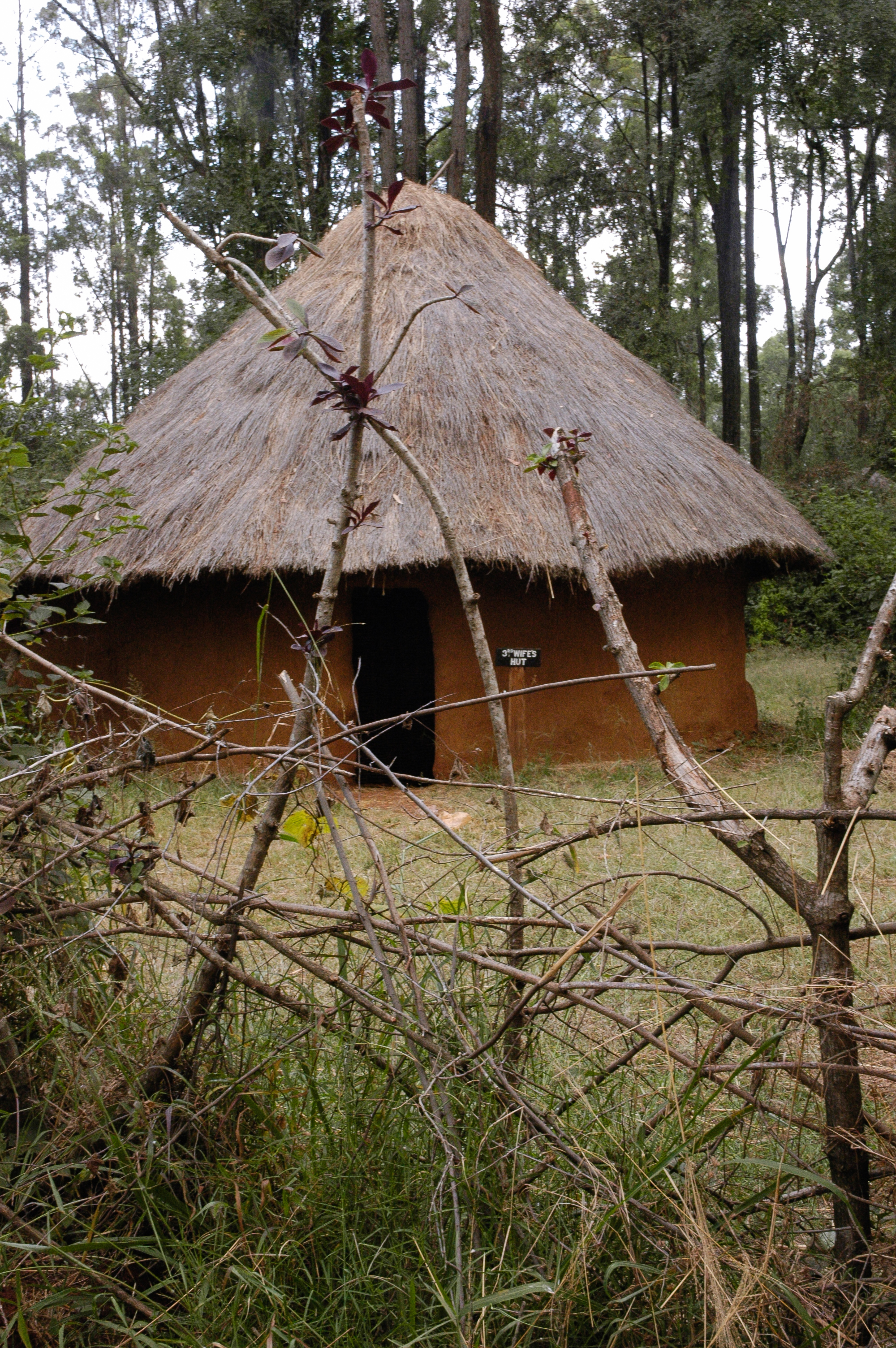
Chata Kisii

Gusii (zwani też Kisii) – lud Bantu zamieszkujący południowo–zachodnią Kenię, w pobliżu granicy z Tanzanią. Ich liczbę szacuje się na 3,5 mln, a region który zamieszkują należy do najgęściej zaludnionych obszarów Kenii. Centrum kulturowym plemienia jest miasto Kisii.
Gusii są podzieleni na siedem klanów: Kitutu (Getutu), Północne Mugirango, Południowe Mugirango, Majoge, Wanjare (Nchari), Bassi i Nyaribari. Posiadając ziemie wzdłuż żyznych brzegów Jeziora Wiktorii, Kisii czerpią siłę gospodarczą i finansową ze swoich plantacji herbaty i kawy.

## Demografia
W 1989 roku liczba Gusii wynosiła 1,3 miliona. Populacja ta, rosnąca o 3–4% rocznie, należy do populacji charakteryzujących się najszybszym wzrostem na świecie. Przeciętna kobieta rodzi blisko dziewięcioro dzieci. Śmiertelność noworodków jest niska jak na standardy Afryki Subsaharyjskiej i wynosi około 80 na 1000 żywych urodzeń.

## Wierzenia
Przed wprowadzeniem chrześcijaństwa i islamu do Afryki Gusii byli monoteistami, wierząc w najwyższego Boga zwanego „Engoro”. Wierzą, że Engoro stworzył Wszechświat i był źródłem wszelkiego życia. Kontaktować się z nim można jedynie za pośrednictwem duchów przodków. Śmierć, choroby oraz zniszczenie plonów i zwierząt gospodarskich uważano za zdarzenia nienaturalne spowodowane przez złe duchy, pecha, czary lub niezadowolenie duchów przodków. Kisii również czcili szamanów i praktykowali kult przodków, nazywając duchy przodków „Ebirecha”.
Gusii w większości zostali nawróceni na ewangelikalny protestantyzm (59,8%). Duża liczba wyznaje katolicyzm i luteranizm. Około 5% kontynuuje tradycyjne wierzenia.